# Feredayia grammosa
Feredayia grammosa là một loài bướm đêm trong họ Noctuidae.